# Bristol 411
La Bristol 411 est une automobile construite par le fabricant anglais Bristol Cars entre 1969 et 1976. C'était la cinquième série de modèles Bristol à utiliser le moteur Chrysler-V8. La voiture a été jugée « excellente du point de vue confort, performances et manipulation » par la presse spécialisée[Laquelle ?],.

## Moteurs
Avec la 411, Bristol change de moteur pour la première fois depuis que la 407 fut introduite. Toujours munie d'un moteur V8, l'engin de série A est remplacé par un moteur série B de 6 277 cm3 (contre 5 211 cm3 de la 410). Le plus gros moteur donne à la 411 une puissance estimée à 30 % supérieure à celle de la 410, avec laquelle l'engin est capable d'atteindre les 230 km/h. Pour faire face à cette puissance supplémentaire, un différentiel à glissement limité est installé.

## Intérieur
L'intérieur montre un certain nombre de changements importants à partir de la Bristol 410. Le traditionnel volant Blümel à doubles branches est remplacé par un nouveau modèle à trois rayons gainé de cuir,. C'est le seul endroit où le badge Bristol Cars est maintenu, l'insigne ayant été retiré de l'avant de la voiture, 

## Séries
Au cours de ses sept années de production, la 411 subit un certain nombre de changements. En 1971, la série 2 reçoit une suspension à auto-nivellement et un odomètre métrique, tandis que la série 3, à partir d'un an plus tard, a un taux de compression plus faible et un style révisé. Ce modèle est la première Bristol à posséder les quatre phares groupés en paires, annoncés par certaines premiers modèles de la société. Un alternateur plus puissant est utilisé pour les alimenter. 
Pour la série 4 de 1974, le taux de compression est réduit de 9.5:1 à 8.2:1, compensé par l'utilisation d'une version du moteur série B plus grande, avec une cylindrée de 6 556 cm3. La série 5, fabriquée en 1975 et 1976, reprend le badge Bristol originel sur le devant du capot. C'est la première Bristol à disposer de ceintures de sécurité à enrouleurs.
En 2009, Bristol sortent une série 6 de la 411 afin de remplacer la Blenheim. Le seul moteur proposé est le 5,9 litres V8 comme utilisé dans les dernières Bristol, délivrant jusqu'à 400 hp (300 kW) selon les désirs des clients. La série 6 n'est pas une véritable voiture mais une préparation moteur effectuée à partir d'une 411 déjà existante. Le "kit" série 6 disparaitra de la gamme en 2011, lorsque Bristol arrêteront temporairement de produire des voitures pour se concentrer sur l'entretien et la maintenance des modèles déjà existants.

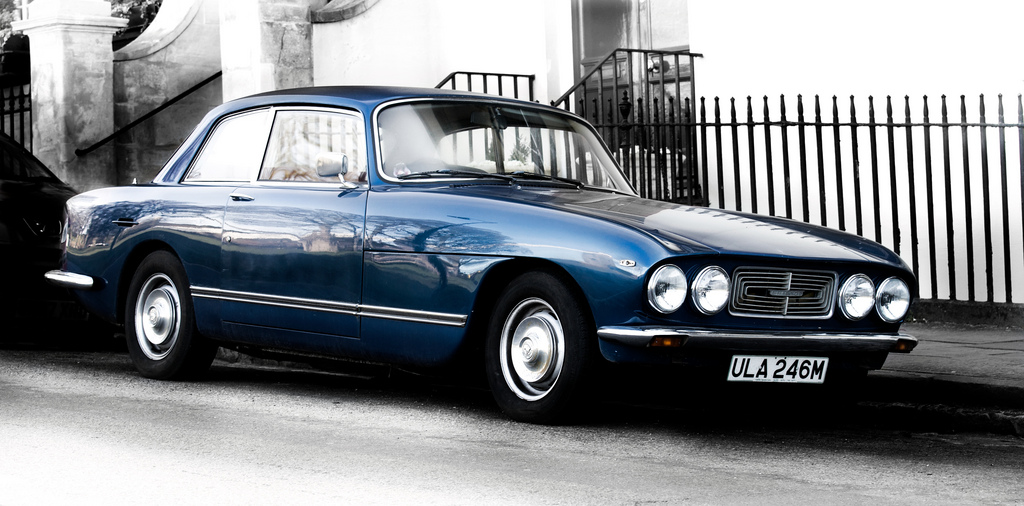
Bristol 411 Série 3, avec quatre phares groupés par paires

## Culture populaire
La 411 est présente dans les clips musicaux, séries ou films suivants:
- Hotel Cabana de Naughty Boy, 2013, Série 1
- Angoisse, saison 3 épisode 6, Série 4